# Proces r
Proces r (ang. r-process, rapid neutron captures process) – reakcja jądrowa polegająca na wychwycie prędkich neutronów przez nuklidy. Proces ów występuje w końcowym etapie życia masywnych gwiazd – podczas wybuchu supernowych i kilonowych, gdy podczas jednoczesnego wychwytu wielu neutronów powstają nuklidy cięższe od żelaza.
Nuklidem, od którego zaczyna się łańcuch reakcji jest jądro żelaza-56.
Proces powstawania jąder o większej liczbie atomowej polega zazwyczaj na:
1. Szybkim wychwycie przez jądro wielu neutronów i powstaniu niestabilnego nuklidu bogatego w neutrony.
2. Serii spontanicznych rozpadów β− prowadzących do powstania stabilnego nuklidu.

Przykładowy ciąg reakcji procesu
{\displaystyle _{26}^{56}{\text{Fe}}+8\;_{0}^{1}n\to \;_{26}^{64}{\text{Fe}}}       {\displaystyle _{26}^{64}{\text{Fe}}\;\xrightarrow {\beta ^{-}} \xrightarrow {\beta ^{-}} \xrightarrow {\beta ^{-}} \xrightarrow {\beta ^{-}} \;_{30}^{64}{\text{Zn}}}
czyli
{\displaystyle {}_{26}^{64}{\text{Fe}}\;\to \;_{27}^{64}{\text{Co}}+e^{-}+{\overline {\nu }}_{e}}
{\displaystyle {}_{27}^{64}{\text{Co}}\;\to \;_{28}^{64}{\text{Ni}}+e^{-}+{\overline {\nu }}_{e}}
{\displaystyle {}_{28}^{64}{\text{Ni}}\;\to \;_{29}^{64}{\text{Cu}}+e^{-}+{\overline {\nu }}_{e}}
{\displaystyle {}_{29}^{64}{\text{Cu}}\;\to \;_{30}^{64}{\text{Zn}}+e^{-}+{\overline {\nu }}_{e}}
Izotopy, dla których izotop zawierający o jeden neutron mniej nie jest trwały (np.: kadm-116, cyna-122, cyna-124, antymon-123), mogą powstać tylko w wyniku tego procesu.
W procesie r, jądro przyłącza kolejne neutrony aż do osiągnięcia stanu marginalnej stabilności, w którym energia wiązania kolejnego neutronu byłaby równa zeru. Wówczas dopiero skala czasowa wychwytu neutronu zbliża się do skali czasowej rozpadu beta i jądro ulega rozpadowi, po czym przyłącza kolejne neutrony. Proces wymaga zatem bardzo gęstych strumieni neutronów, rzędu 1022 neutronów na cm² na sekundę, oraz ogromnych temperatur, możliwych do uzyskania tylko podczas wybuchu supernowej (typ Ib/c oraz II).
Powstają w ten sposób jądra o maksymalnej liczbie neutronów dla danej liczby masowej. Ciąg ten kończy się na jądrach z liczbą masową około 300, czyli superciężkich.
Proces r został opisany w 1957 roku w pracy Margaret i Goeffreya Burbidge’ów oraz Williama Fowlera i Freda Hoyle’a, do wyjaśnienia obserwowanych we Wszechświecie obfitości pierwiastków ciężkich.

## Miejsce występowania procesu
Proces r może zachodzić w masywnych gwiazdach (olbrzymach). Reakcje te mogą również przebiegać podczas zlewania się dwóch gwiazd neutronowych lub gwiazdy neutronowej z czarną dziurą w przejściowo istniejącym bogatym w neutrony dysku akrecyjnym otaczającym obiekt zwarty. Tego typu zlewanie się gwiazd zwartych jest jednym z proponowanych mechanizmów powstawania krótkich błysków gamma.
Obserwacje gwiazd ciągu głównego wskazują, że w gwiazdach o małej metaliczności proporcje ilości ciężkich pierwiastków, wskazują na to że powstały one w procesie r, przez co sugeruje się, że proces ten może także zachodzić w takich gwiazdach